# Ілікі
Ілікі (грец. Υλίκη) — велике прісноводне озеро, розташоване у Беотії, що у Центральній Греції. Озеро знаходиться за 8 км на північ від міста Фіви, і є важливим джерелом питної води для Афін з 1958 року.
В озері мешкає краснопірка грецька (Scardinius graecus), яка більше ніде не трапляється.